# Famille Vitelli

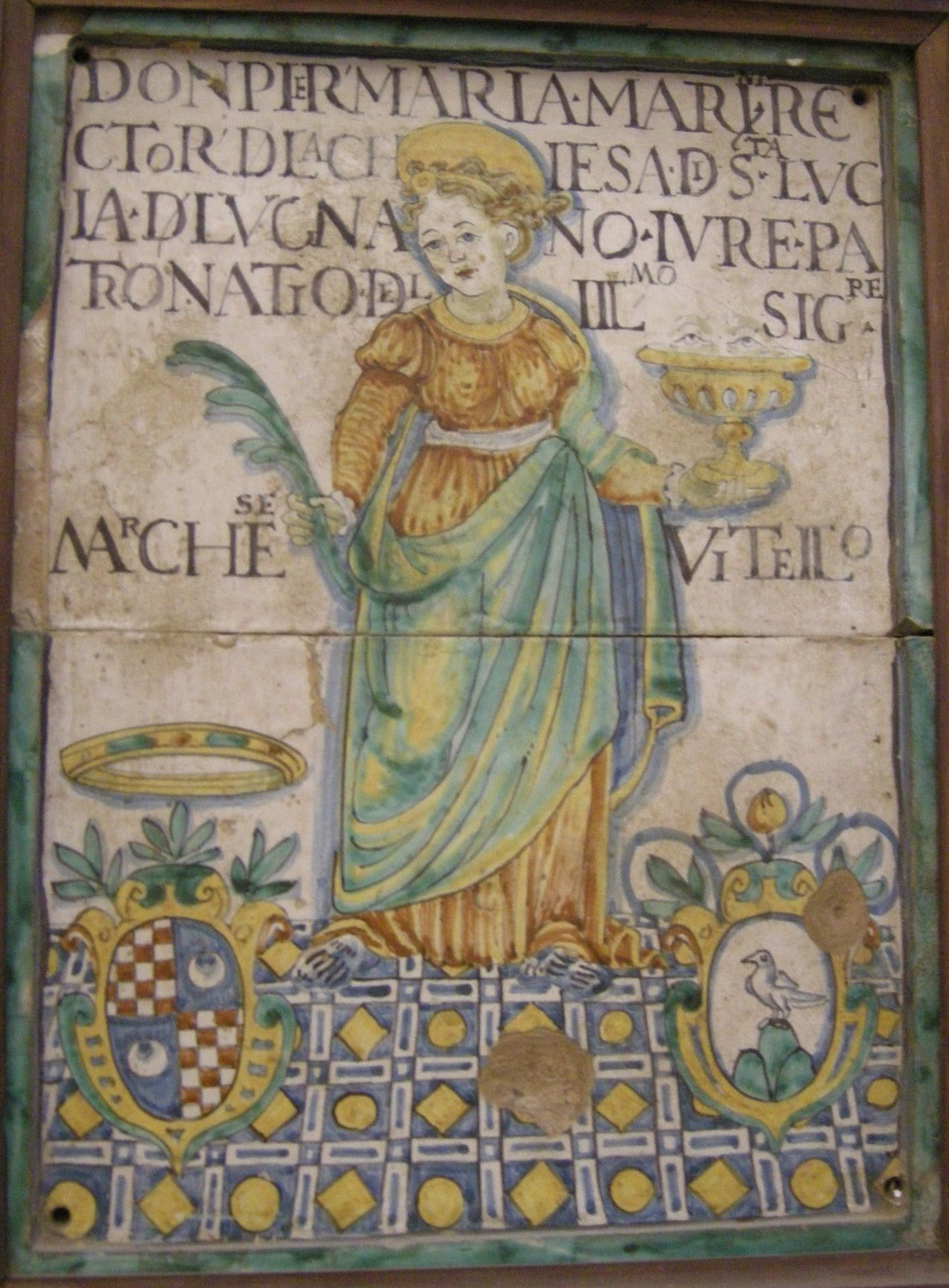
Céramique dédiée à la famille Vitelli avec Blasons, Museo del Capitolo del Duomo di Città di Castello

La famille Vitelli,  qui compta plusieurs condottieri, régna  sur Città di Castello, ville située en Ombrie (Italie centrale), du XIVe au XVIIe siècle. L’apogée de la dynastie se situe aux XVe et XVIe siècles.

## Origines
Les origines sont mal connues car les documents sont inexistants. Les Vitelli sont issus d’une famille d’agriculteurs originaires de la commune de Selci (Ombrie) à la frontière Ombro Toscane près de Sansepolcro. On retrouve les premières traces des Vitelli à Città di Castello au XIIIe siècle. Le 26 mai 1220, les Vitelli s’approprièrent une église et un moulin près de la Canonica. Les hommes les plus valeureux du clan deviennent combattants pour profiter des circonstances après l'affaiblissement du pouvoir communal au profit de groupes familiaux désireux d'installer une seigneurie.
On ne trouve plus trace d’eux jusqu’en 1356. Un écrit des prieurs du peuple atteste que Domenico Vitelli et deux autres personnes de la même famille étaient commerçants, originaires de Città di Castello, où avec leurs ancêtres, ils jouissaient de tous les honneurs. En 1362, Gerozzo Vitelli, et d’autres membres de la famille firent des donations à l’hôpital en construction. L’étalement de leur richesse et de leur générosité permit aux Vitelli d’occuper rapidement des postes stratégiques au sein de la ville. Au début du XIVe siècle, Città di Castello, comme la plupart des  villes italiennes étaient passées de la commune à la seigneurie. À chaque fois une famille finissait par dominer la ville par son prestige et sa richesse. À Città di Castello, ce fut la famille Vitelli qui finit par s’imposer, ceci après un âpre affrontement avec la famille Guelfucci (de Brancaleone), en exterminant les Fucci et en bannissant les Tartani.
La famille fournit de nombreux condottieres de forte personnalité qui pendant quatre siècles, s’occupèrent de politique, d'économie et d’art militaire. Bien que la condotta familiale soit de taille moyenne, ces personnages participèrent à des événements importants comme les guerres d’Italie, sous Charles VIII, à la fin du XVe siècle, les batailles des Flandres et celles contre les Turcs. Les Vitelli eurent toujours une attention très soutenue sur les affaires politiques romaines, la ville étant située dans le domaine de Saint-Pierre. Ils avaient des liens très étroits avec les Médicis, Florence étant à une proximité inquiétante, ils se devaient de s'entendre avec eux. Leurs relations étroites avec les Orsini procèdent de leur liens avec Rome. Ils sont encore proches des Baglioni. Malgré l’exiguïté de leur territoire, celui-ci se limitant à un rayon de 15 km environ autour de Città di Castello, leur influence fut significative sur la scène politique des XVe et XVIe siècles. Les Vitelli comme les familles Montefeltro ou Médicis, étaient des passionnés de la beauté artistique.
Ils attirèrent des artistes comme Vasari, Luca Signorelli, Raphaël, Gherardi, Angelo da Orvieto.
La famille Vitelli laissa son empreinte architecturale dans la ville qu'elle façonna à son image, sachant que sa devise était non virtus sed fortuna : Palais à S. Egidio, Palais à la Cannoniera, Palais Vitelli sur la place et Palais Vitelli à S. Giacomo.

## La famille Vitelli et la religion
Les Vitelli considéraient la religion comme une magie ou une superstition. Ainsi, Vitellozzo eut recours à la foi seulement au moment de sa mort, demandant le pardon pour ses  péchés. Dans la vie, la morale religieuse n’était pas respectée, même par la papauté. L’usage de la ruse et de la barbarie étaient communément admises afin d’atteindre le but recherché : César Borgia pour qui « la fin justifie les moyens ». Les Vitelli aussi usèrent et abusèrent de la force. Pour leur époque, leur dynastie peut être considérée moralement et physiquement forte et saine. Ils demeurèrent toujours très attachés à leur terre d’origine et fournirent à leurs gens les moyens les plus modernes.

## Personnalités
- Gerozzo Vitelli (?-1398), fondateur de la dynastie. En 1394, il fait des donations pour la construction d'un hôpital, en échange il demande que lui-même et ses héritiers mâles soient considérés patrons perpétuels. Il eut quatre fils avides de gloire : Giovanni, Vitellozzo, Giacomo et Lodovico. Il meurt en 1398.
  - Vitellozzo (?-1462), fils de Gerozzo, il consolide le pouvoir de la famille Vitelli en se débarrassant rapidement de ses opposants[2]. Devenu très riche et influent, il est promoteur de la puissance de sa maison. Il devient vicaire pontifical par la volonté d'Eugène IV en 1440. Il meurt en 1462. Une grandiose cérémonie funèbre lui fut consacrée aux frais de la patrie.

- Niccolò (1414-janvier 1486), seigneur de Città di Castello, il y naît en 1414 et hérite d'une fortune colossale au service d'une ambition démesurée[2]. Il gouverne la ville tel un monarque absolu avec une poigne de fer. Très instruit et avisé, il sait reconnaître les besoins, mais aussi les devoirs du peuple.« Pas un saint, mais un fils de son temps »[5]. Protégeant les citoyens des abus des mécènes locaux, en 1468 il est déclaré « père de la patrie » après avoir vaincu une armée pontificale venue le déloger[2]. Niccolò eut huit enfants de sa femme Pantasilea Abocatelli : Giovanni, Camillo, Paolo, Vitellozzo, Lisa, Maddalena, Anna et un fils naturel, Giulio.Il est enterré dans l'église Saint-François.
  - Camille (1452-mai 1496), marquis de Sant’Angelo, duc de Gravina, fils de Niccolo. Parmi les meilleurs condottières et capitaines, il fut le premier en Italie à équiper la cavalerie d'arquebuses. Sa modeste troupe d'arquebusiers fit l'admiration de ses contemporains quand elle décima 700 allemands. Il innove encore en dotant ses escadrons de couleurs distinctes et en rendant le port de la barbe obligatoire pour impressionner les adversaires et viriliser le soldat. Il dote sa condotta de longues lances pour repousser les charges de cavalerie. Il est celui qui renforça la vocation militaire de la famille [2].
  - Vitellozzo (I) (1458?-31 décembre 1502), comte de Montone, seigneur de Città di Castello, Monterchi et Anghiari, fils de Niccolo, le beau-père de Oliverotto da Fermo, gendre de Paolo Orsini. Condottière valeureux, il est l'un des meilleurs capitaines de son époque. À la direction d'une condotta, il invente de nouvelles armes, un sabre et une longue lance pour les fantassins du type de celle des lansquenets. Il affronta les armées pontificales au service de César Borgia conduites par Guidolbaldo Ier da Montefeltro, duc d'Urbino, qui est vaincu et capturé. Il espère conquérir Florence et prend Arezzo en mettant au point le complot pour éliminer César Borgia[2]. Il meurt étranglé en même temps que Oliverotto da Fermo sur ordre de ce dernier à Senigallia le 31 décembre 1502[6].
  - Paolo (1461-octobre 1499), seigneur de Montone, fils de Niccolo. Condottière émérite fier et impulsif, il est chargé par son frère Camille des basses œuvres dont celle notamment de pendre les membres du clan Giustini. Au service du roi Charles VIII, il combat les Aragonais avant d'être engagé par les Florentins pour combattre Pise contre un salaire de 40 000 ducats par an. En 1494, il remporte un belle victoire contre le condottiere vénitien Marco Martinengo. Il fait crever les yeux des arquebusiers qu'il fait alors prisonniers, et fait couper les mains des canonniers. En 1495, il négocie une trêve au lieu de combattre le redoutable Pitigliano. Les Florentins prennent Pise par surprise à la suite du retrait des Vénitiens et lui demandent des comptes. Le 10 août 1499, suspecté de trahison, il est capturé[2], soumis à la torture, injustement condamné et décapité. Il avait eu deux fils : Niccolò I et Chiappino I, ainsi qu'un fils naturel : Alessandro.
    - Giovanni Luigi, dit Chiappino (I) (?-mars 1511), fils de Paolo et le frère de Giovanni. Condottière des milices siennoises en 1494, s'appuyant sur la condotta familiale, il devient chef de la milice florentine pour combattre Pise[2]. Il participe à la bataille de Garigliano en 1503. En 1511 à Pistoia il tue sa femme adultère et son amant. Il est à son tour tué par son gendre dans une étable.

  - Giulio (1458 – 1530), fils naturel de Niccolò, en 1487, il est condottière au service du pape.  En 1498 il est nommé évêque de Città di Castello par Alexandre VI. En 1504 il échappe à Cesar Borgia et perd son titre d'évêque. En 1512 il conquiert le château de Ravenne.  En 1516 il est gouverneur d'Urbino pour le compte de Laurent de Medicis. Il rentre à Città di Castello en 1517 où il meurt en 1530.

- Vitello (1480-mai 1528), comte de Montone, fils naturel de Camille et le père de Camille (I).
  - Camille (I) Vitelli (1528-1557), comte de Montone, fils de Vitello.

- Niccolò (II) (1496-1529), fils naturel de Paolo et frère d'Alessandro, il est à la solde de Venise, de Jules II, de Leon X, de Clement VII et des Florentins. Il meurt en 1529. Il eut trois fils : Paolo I, Giovanni I et Chiappino II.
  - Chiappino (II) (1519-juillet 1575), marquis de Cetona et comte de Montone, fils de Niccolò (II). Aux ordres de Philippe II d'Espagne, il sauve l'armée espagnole lors de l'attaque surprise des Maures à Penon de Valera. ll participe à la guerre contre le prince d’Orange. Le commandant mort, il prend la tête de l'armée et la sauve de l'anéantissement. Il meurt à la suite d'un accident de carrosse en 1555.
  - Giovanni (I) (1521-1554), Fils de Niccolo et frère de Chiappino, il commence sa carrière auprès de Cosme de Médicis, puis passe au service de la France. Il se distingue dans les Flandres contre les Espagnols. Blessé lors d'une bataille en 1554, il meurt à l'âge de 33 ans.
- Paolo (I) (1519-1574), Fils d'Alessandro, condottière émérite, il participe aux diverses guerres des papes Paul III, Jules III. Il prend part à la Bataille de Lepante contre les Turcs. Paolo meurt à Parme en 1574 à l'âge de 55 ans. On lui doit la construction du Palais Vitelli à S. Egidio, construit vers 1540 d'après ses propres dessins.
  - Alessandro Vitelli (1500-1554), seigneur de Montone, Citerna et Amatrice. fils naturel de Paolo (I), le frère de Niccolò et le père de Vitellozzo (Cardinal). Condottière, il participe à la bataille de Gavinana (1530), soutient Cosme de Médicis à Florence et participe à bataille de Montemurlo en 1537. En 1538, il prend part à la guerre de Camerino. Il meurt à Citerna en 1554.
- Vitellozzo Vitelli (1531-19 novembre 1568), cardinal chamberlain de l'église du 17 novembre 1564 au 19 novembre 1568.
- Vincenzo Vitelli (?-1583), seigneur de Montone, condottière aux ordres de la papauté, il est mort assassiné à Rome en 1583.
- Alfonso Vitelli (?-1591), au service de la France, il participa à la guerre contre les Huguenots
- Francesco Vitelli (1582-1646), mécène d'artistes et de savants, il fut un amoureux des livres, peintures et objets archéologiques.
- Clemente Vitelli (?-8 avril 1790), Dernier représentant de la famille Vitelli, très affable, ce descendant de guerriers était si timide et peureux que dès qu'un orage éclatait, il se réfugiait dans les souterrains du château[réf. nécessaire]. Il mourut le 8 avril 1790 et avec lui la dynastie Vitelli.

## Portraits

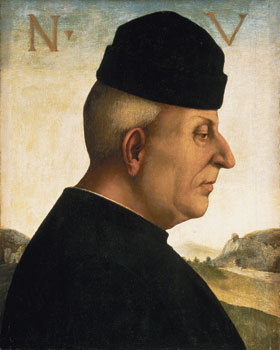
Niccolo Vitelli (1414-1486)
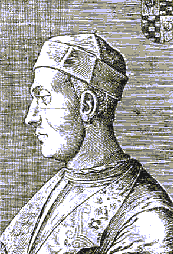
Vitellozzo Vitelli (? -1462)
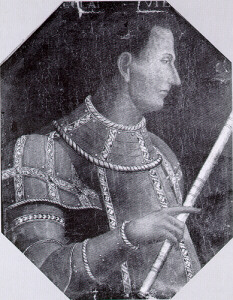
Paolo Vitelli (1461-1499)
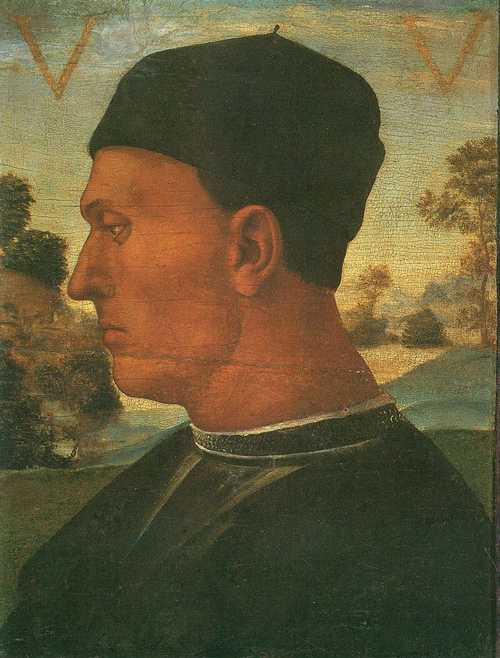
Vitellozzo Vitelli I (1458?-1502)
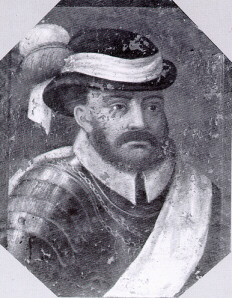
Chiappino I Vitelli (? -1511)
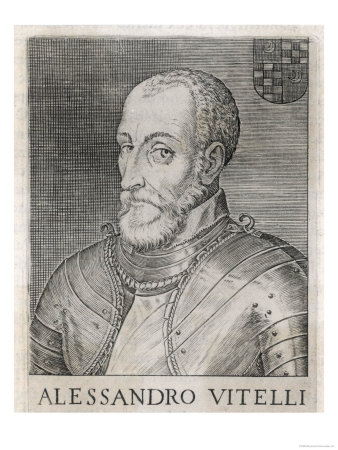
Alessandro Vitelli (1500-1554)
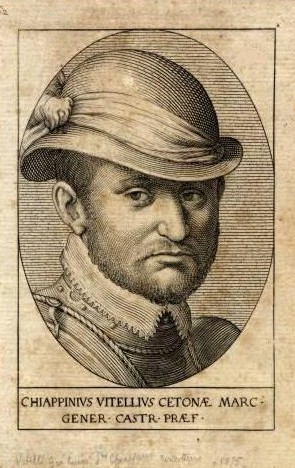
Chiappino II Vitelli (1519-1575)
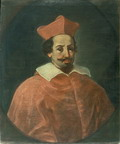
Vitellozzo Vitelli (cardinal) (1531-1568)